# Анчер, Хельга

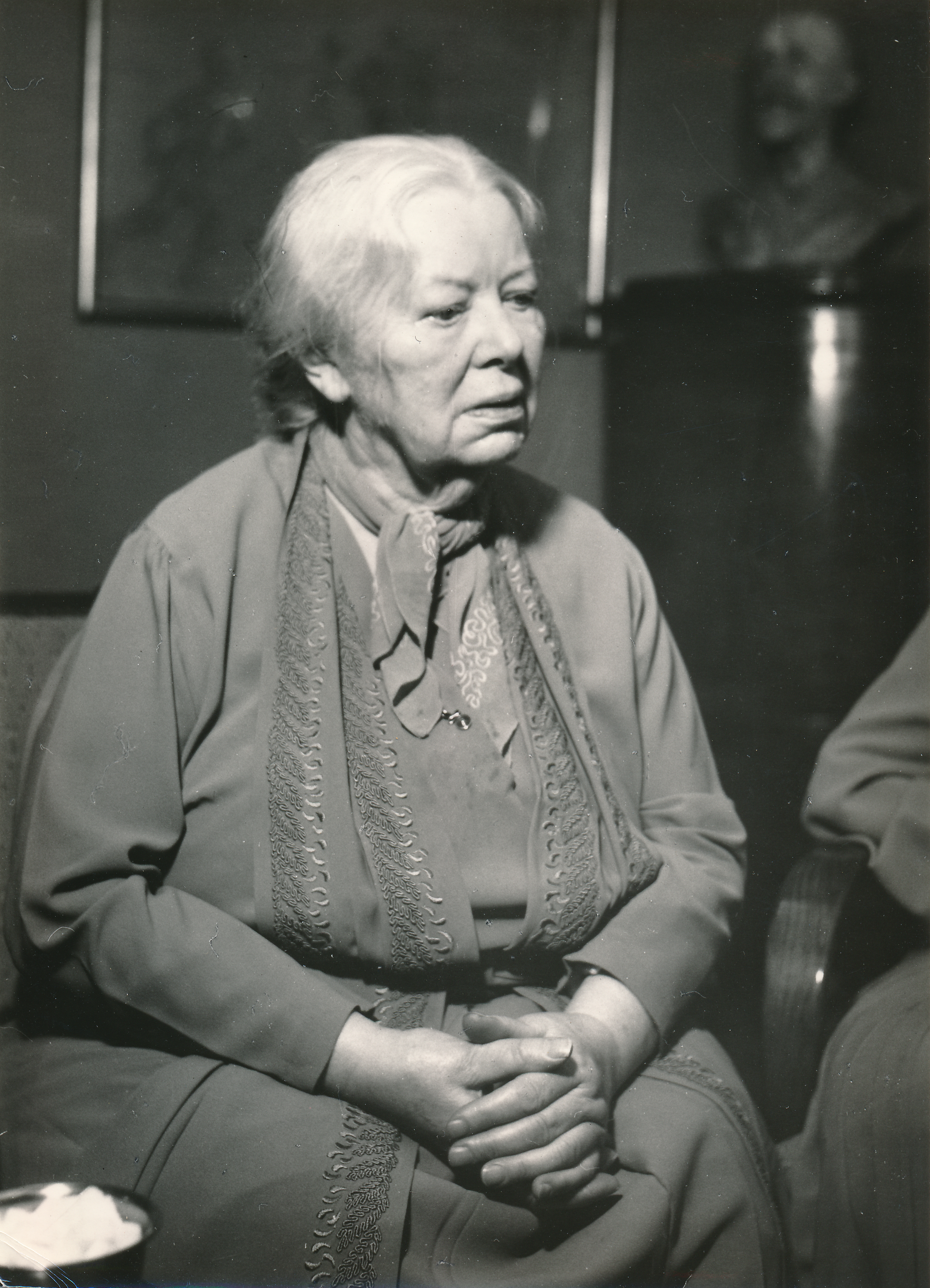
Хельга Анчер в 1960-х годах.

Хельга Катрин Анчер (дат. Helga Ancher;  19 августа 1883 года, Скаген — 18 марта 1964 года, Скаген) — датская художница. Дочь Анны и Михаэля Анчер, она была тесно связана с художниками скагенской художественной школы. На большинстве её картин изображены члены её семьи, друзья из Скагена и местные пейзажи.

## Биография
Хельга Катрин Анчер родилась 19 августа 1883 года в городе Скагене. Хельга Анчер была дочерью художников Анны и Михаэля Анчер, членов колонии художников на Крайнем Севере, в Ютландии, известной, как скагенская школа.
Хельга училась в школе искусств в Копенгагене. В 1901 году она поступила в Королевскую датскую Академию изящных искусств, где до 1904 года занималась под руководством датских художников Вальдемара Ирмингера и Вигго Йохансена. С 1909 по 1910 год училась в Париже, в школе Люсьен Симона и Эмиль-Рене Менара.
На картинах Анчер изображены в основном её родные и друзья, окружающая природа. Она работала в жанре портрета, пейзажа, особенно уделяя внимание изображению ночных и осенних картин природы. Как многие современные ей художники, Анчер писала картины на литературные сюжеты, сцены из опер и балетов. Некоторые её анималистические картины написаны в стиле импрессионизма.
Художница никогда не была замужем и не имела детей. Хельга Катрин Анчер завещала после смерти использовать свой дом  в качестве музея. Хельга Анчер скончалась 18 марта 1964 года в Скагене. В 1967 году в доме, в котором она жила, был открыт музей Анны и Михаэля Анчер. В музее собрана большая коллекция произведений семьи Анчер.
Картины Хельга Анчер представлены в Художественном музее Гётеборга, в частных коллекциях.

## Галерея
Саму Хельгу Анчер часто изображали в произведениях художники школы Скагена:

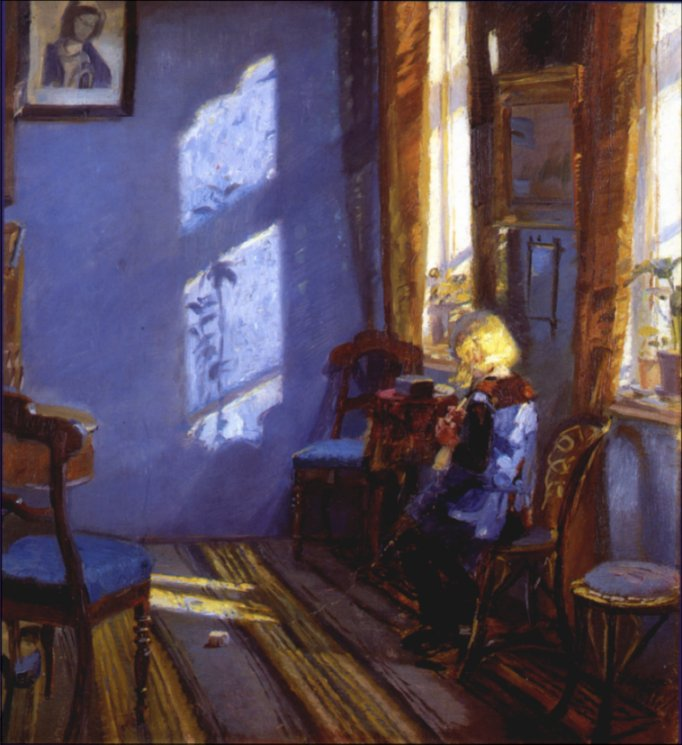
Солнечный свет в синей комнате, 1891, Анна Анчер
За шитьем, 1890, Анна Анчер
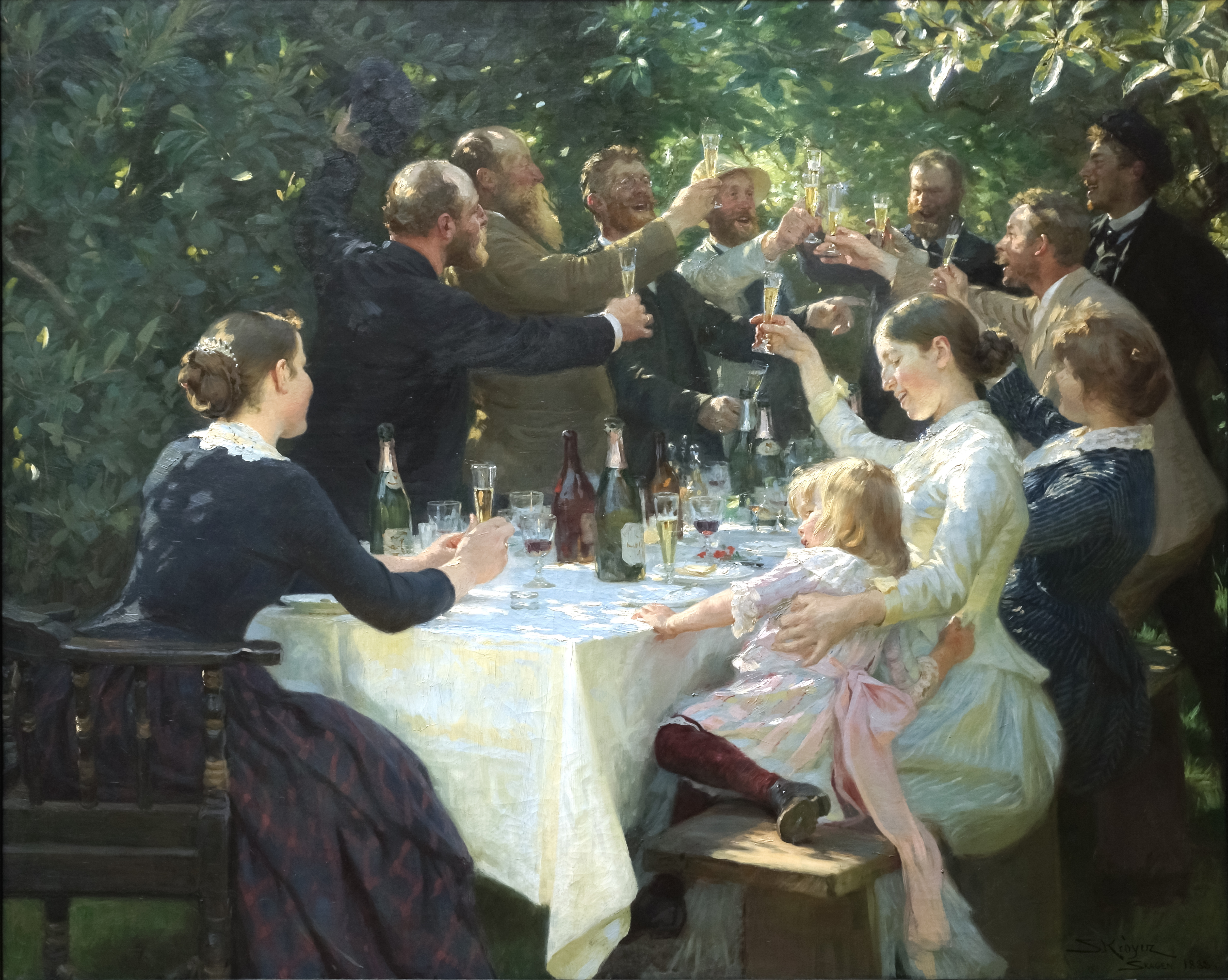
Ура!, Педер Северин Кройер, 1888
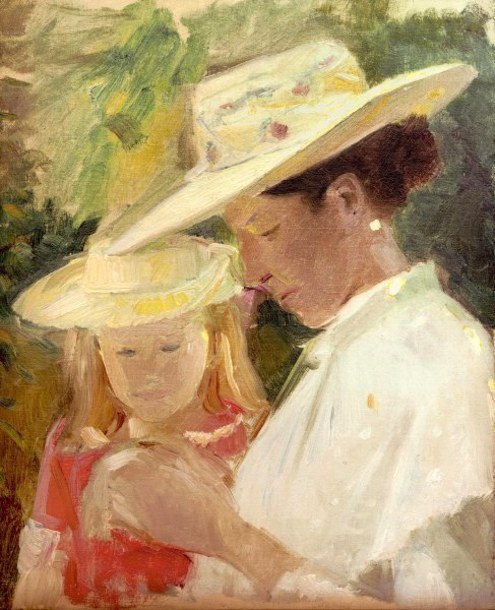
Анна Анчер с Хельгой в саду, Михаэль Анчер, 1985
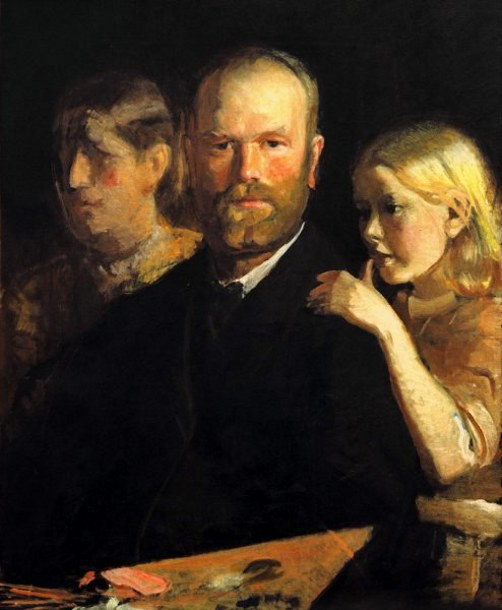
Михаэль Анчер: автопортрет с Анной и Хельгой, 1990